# Oráculo de Amón

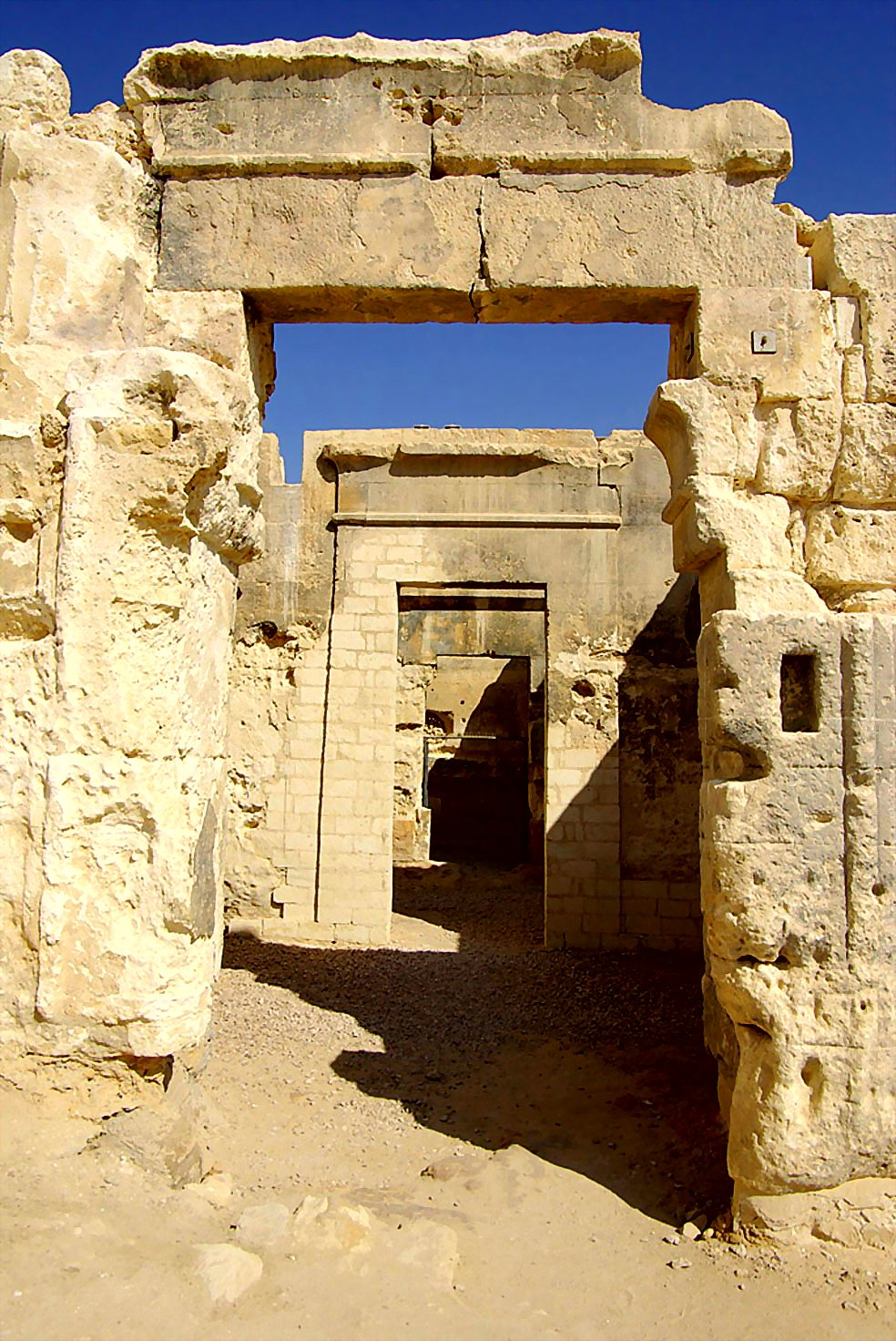
Templo del oráculo de Amón en Siwa.

Se trata de un templo ubicado en el desierto de Siwa en el oeste de Egipto, a nueve jornadas de Alejandría. Estaba consagrado a Amón. Según la leyenda, su fundación está relacionada con la del oráculo de Dodona, pues dice que eran dos palomas negras que partieron de la Tebaida con igual misión, una voló a Dodona y la otra a Siwa.
Amón, que significa "oculto", invisible a los hombres y a los dioses, era un antiguo dios egipcio que personificaba el poder creador. Los griegos lo asociaron con Zeus.
En el templo permanecían más de cien sacerdotes pero solo los más ancianos estaban en condiciones de predecir oráculos.
Este oráculo era muy famoso, incluso entre los griegos. Llegó a ser consultado por Hércules y Perseo. En el año 331 a.C., Alejandro Magno, después de conquistar Egipto, hizo una peregrinación al templo de Amón, buscando que los dioses lo reconocieran como su hijo. Al parecer logró convencer a todos que el oráculo lo había declarado hijo de Amón, y por analogía de Zeus. 
- Datos: Q958997
- Multimedia: Oracle of Amun in Siwa / Q958997